# Garganta de los Montes
Garganta de los Montes – niewielka miejscowość w Hiszpanii w północnej części wspólnoty autonomicznej Madryt, licząca niespełna 400 mieszkańców.